# Чемпионат Беларуси по шашечной композиции 1982
Чемпионат Белоруссии по шашечной композиции 1982 года (оригинальное название — Третий чемпионат БССР по шашечной композиции) — национальное соревнование по шашечной композиции. По итогам соревнований было возможно выполнение массовых разрядов, звания «мастер спорта СССР».
Триумфатором чемпионата, как и в прошлые годы, стал Леонид Сергеевич Витошкин, который завоевал две золотых медали в этюдах.
Валерий Свизинский и Пётр Шклудов выиграли серебро и бронзу.

## О турнире
Соревнования проводились по русским и международным шашкам в дисциплинах проблемы, задачи, этюды.

## Спортивные результаты
Проблемы-64.
 Александр Ляховский — 18,0.  Иван Навроцкий — 17,0. . Георгий Бутенко, Валерий Свизинский — 16,0. 5. Василий Власюк — 16,0. 6. Николай Лешкевич — 14,0. 7. Юрий Маркварде — 11,0. 8. Виктор Ефименко — 10,0. 9-11. Владимир Ивашин, Пётр Шклудов, Леонид Шур — 10,0. 12. Борис Иванов — 9,0. 13. Анатолий Шарендо — 8,0. 14. Василий Тельпук — 7,0. 15. Георгий Горбач — 7, 16-19. Григорий Кравцов, Николай Крышталь, Иван Семенков, Виталий Шрамко и Николай Фесенко — 5,0. 20-22. Андрей Щиглинский, Александр Сапегин, Виктор Шульга — 4,0. 23-28. Алексей Акулич, Евгений Горбатович, Александр Кабан, Василий Можейко, Валерий Рузов, Станислав Тимофеев — 0,0.
Этюды-64.
 Леонид Витошкин — 20,0.  Пётр Шклудов — 13,0.  Виктор Шульга — 9,0. 4. Николай Зайцев — 7,0. 5. Валерий Свизинский — 2,5. 6. Василий Власюк — 2,0. 7-8. Николай Крышталь, Александр Ляховский — 1,5. 9-13. Алексей Акулич, Евгений Горбатович, Григорий Кравцов, Станислав Тимофеев, Леонид Шур — 0,0.
Задачи-64.
 Виктор Самарин — 36,0.  Пётр Шулев — 35,0.  Константин Тарасевич — 28,5. 4. Александр Шурпин — 26,5. 5. Александр Резанко — 26,0. 6. Владимир Кожемякин — 22,5. 7. Георгий Горбач — 19,0. 8. Александр Ляховский — 17,5. 9. Александр Сапегин — 17,0. 10. Николай Крышталь — 14,5. 11. Николай Бобровник — 7,0. 12. Иван Навроцкий — 5,0. 13. Алексей Акулич — 4,0. 14-18. Борис Иванов, Анатолий Соколов, Виктор Шульга, Валерий Рузов, Станислав Тимофеев — 0,0.
Проблемы-100.
 Александр Резанко — 32,0.  Пётр Шклудов  — 20,0.  Леонид Чернов — 20,0. 4. Вадим Булат — 18,5. 5. Василий Власюк — 14,0. 6. Георгий Горбач — 13,5. 7. Юрий Маркварде — 12,0. 8-9. Валерий Свизинский, Виктор Шульга — 8,0. 10. Борис Иванов — 7,0. 11. Станислав Тимофеев — 5,0. 12-13. Александр Ляховский, Виталий Шрамко и Николай Фесенко — 4,0. 14. Иван Навроцкий — 2,0. 15-17. Виталий Ворушило, Валерий Логвинов, Григорий Кравцов — 0,0.
Этюды-100.
 Леонид Витошкин — 25,5.  Валерий Свизинский — 4,5.  Василий Власюк — 4,0. 4-5. Георгий Горбач, Виктор Шульга — 1,5. 6-7. Алексей Акулич, Станислав Тимофеев — 0,0.
Задачи-100.
 Александр Шурпин — 41,0.  Александр Резанко — 36,0.  Пётр Матус — 33,5. 4. Иван Навроцкий — 27,5. 5. Владимир Кожемякин — 27,0. 6. Александр Ляховский — 15,5. 7. Николай Бобровник — 14,5. 8. Виктор Шульга — 13,0. 9. Константин Тарасевич — 7,5. 10-11. Станислав Тимофеев, Борис Иванов — 0,0.